# Bengt Sandberg
Bengt Olof Gotthard Sandberg, född 20 mars 1930 i Malmö, död 4 mars 1997 i Uppåkra församling, var en svensk målare och tecknare.
Han var son till Herman Gotthard Sandberg och Ida Wilhelmina Elisabet Carlsten och mellan 1959 och 1983 gift med Karin Alice Vaino Höglund. Sandberg studerade vid Skånska målarskolan i Malmö 1947 och vid Wadskjærs målarskola i Köpenhamn 1948 samt vid Académie Colarossi i Paris 1949. Han genomförde därefter ett antal studieresor till bland annat Spanien, Nederländerna och Frankrike. Separat ställde han bland annat ut i SDS-hallen och på Lilla konstsalongen i Malmö. Tillsammans med sin far ställde han ut på Ystads konstmuseum och han medverkade i Nationalmuseums utställning Unga tecknare och Liljevalchs Stockholmssalonger samt utställningar arrangerade av Skånes konstförening. Hans konst består av ett realistiskt naturåtergivande, religiösa motiv, porträtt, stilleben, figurer och landskapsmåleri utfört i tempera, pastell, olja eller i form av teckningar. Vid sidan av sitt eget skapande medverkade han som illustratör i Sydsvenska Dagbladet. Sandberg finns representerad vid Ystads konstmuseum och Postmuseum i Stockholm.